# کاراتسان
کاراتسان (به لاتین: Karatsan) یک منطقهٔ مسکونی در روسیه است که در شهرستان کایتاگسکی واقع شده‌است.